# ブラジリアンワックス脱毛
ブラジリアンワックス脱毛（ブラジリアンワックスだつもう、Brazilian waxing）は、ビキニラインを含むVIOのワックス脱毛である。ビキニワックス脱毛の一種。
この脱毛では、肛門、会陰、および外性器（大陰唇もしくは男性器、および恥丘）周辺の毛を完全に取り除く（外性器の上部の陰毛を小さな線状に残す、すべて取り去るなど、ヘアのデザインは好みで決めることができる）。ブラジリアンビキニワックス脱毛あるいはアンダーヘア脱毛などとも呼ばれる。
女性がTバックのビキニ水着を着用するために行われるようになったもので、Tバック発祥の国ブラジルから命名されたという説があり、後に男性に対しても行われるようになった。命名には1987年にブラジル出身のパジーリャという7人の姉妹によって設立されたマンハッタンのJ.シスターズサロンでブラジリアンワックスとつけられたとする説もある。

## 効果
基本的には1回施術を行うだけで、対象部位の毛が除去される。ただし、光脱毛やレーザー脱毛のように毛根部分を破壊するわけではなく、永久脱毛効果はない。毛がない状態を維持したい場合は、6週間から8週間に1回は施術を行う必要がある。

## 手順

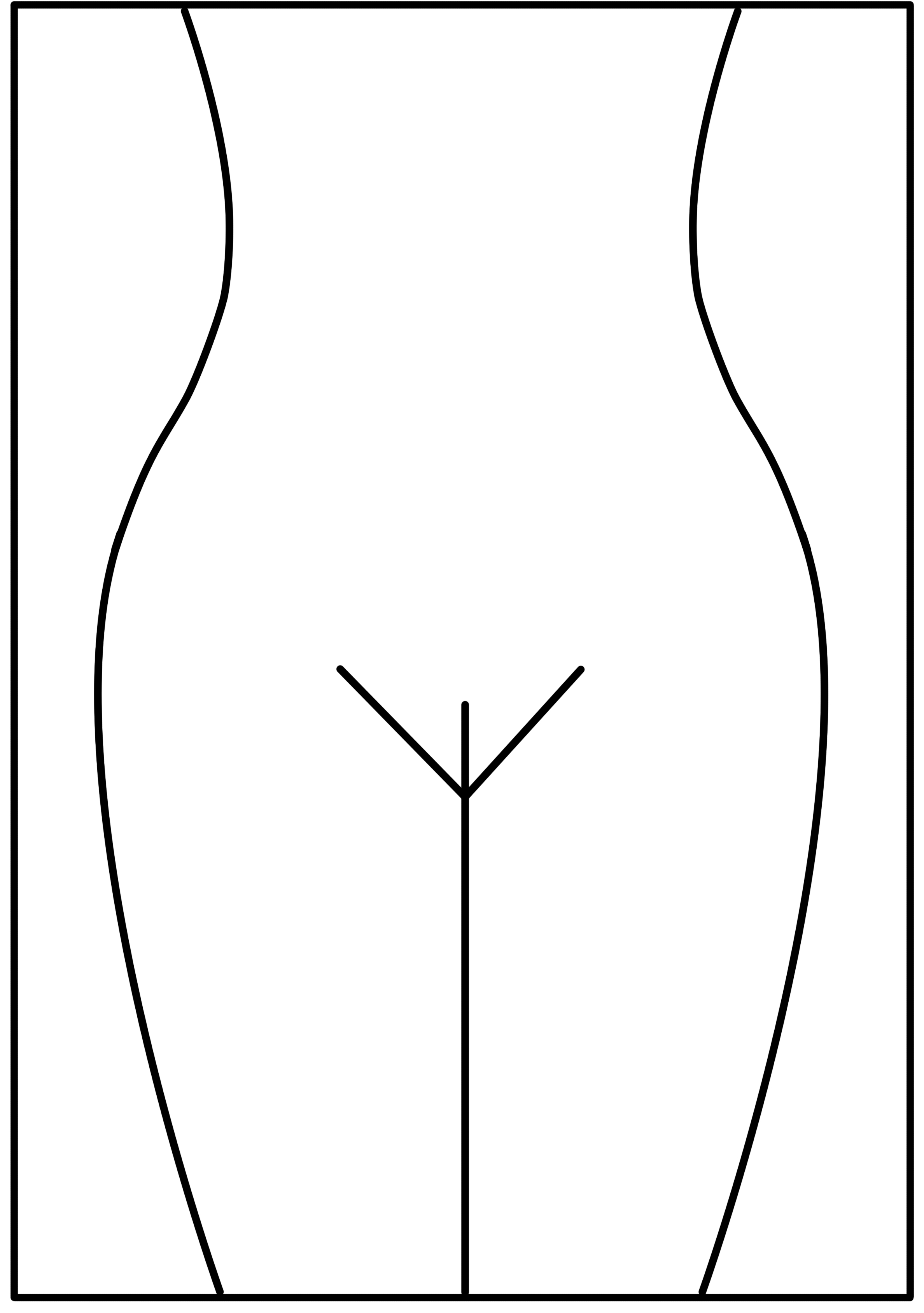
例（ハリウッド）

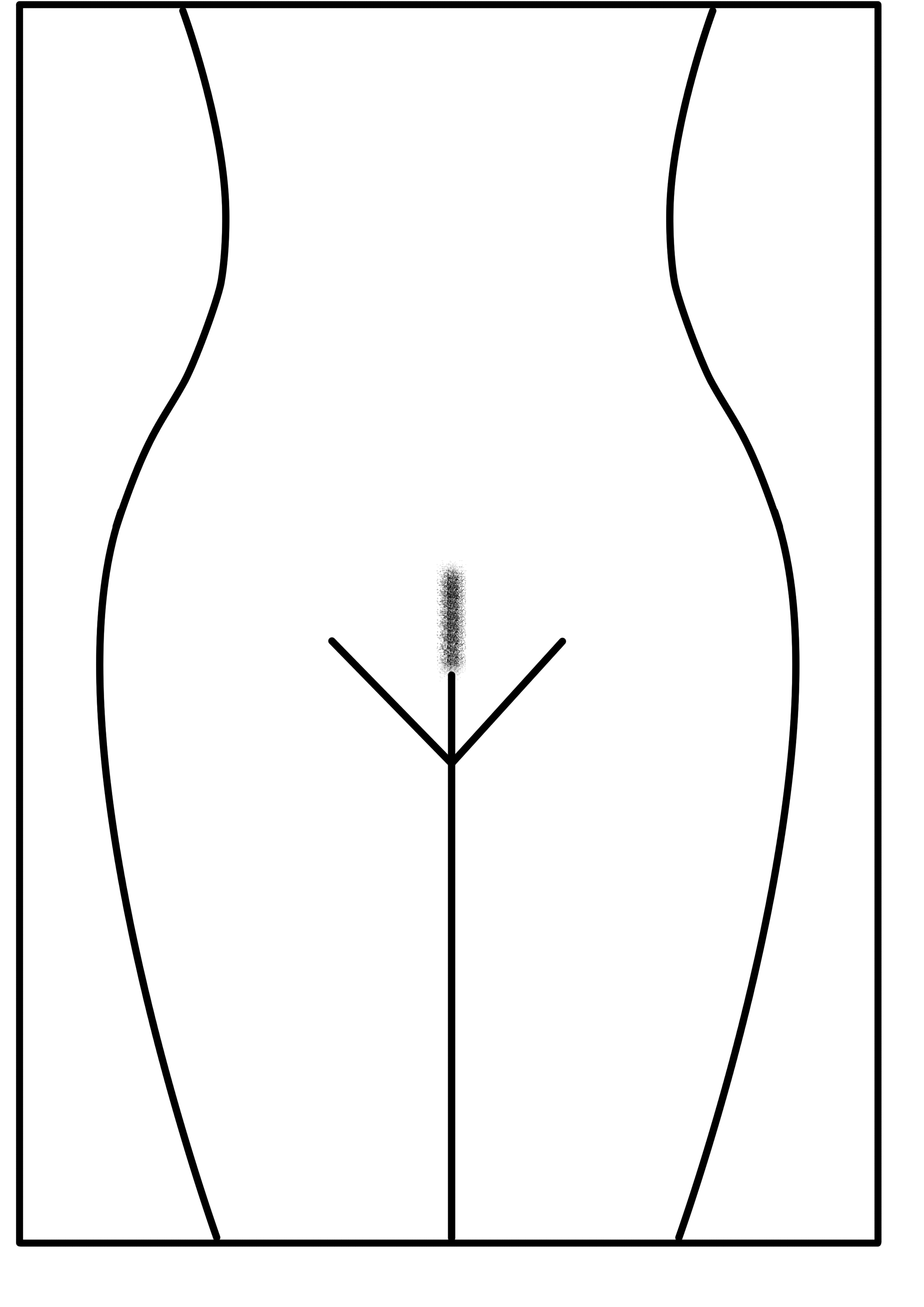
例（ランディングストリップ、フレンチワックスとも）

感染症を防ぐ為、消毒薬を用いて肌の消毒を行う。脱毛をする部位に温めたワックス剤を塗布し、その上にワックス脱毛専用の不織布をあてて引きはがすのが一般的な手順である。また、ワックス剤にはソフトワックスとハードワックスがあり、施術部位より用途が異なる。
ブラジリアン部位にはワックス自体が冷えると固まり、毛と一緒に剥がすハードワックスを用いるのが、世界標準の施術方法である。
ビキニライン、恥丘および陰部を脱毛する際には、ベッドにあおむけの姿勢をとり、脚の間の部位はそのまま開脚して脱毛を行うことが多いが、国や店によってやり方はまちまちである。下半身には何も着用しない場合が多いが、何もはいていないことによる不安感や羞恥心を和らげるために、腰のゴムひもを布地が左右にスライドできるように作られた使い捨てのTバックショーツをはき、脱毛する部位だけが露出するように布地をずらしながら実施される場合もある。下着を着用するかどうかにかかわらず、脱毛を受ける者のプライバシーが守られていることと、相互の信頼関係にもとづくリラックスした雰囲気が重要である。
恥丘に一定の幅だけ毛を残す場合などには、脱毛しない部分に紙などを当てて、その周囲を脱毛する。一定の形状（例えばハートの形など）に毛を残す場合も同様であるが、ワックスで脱毛しきれずに残った極わずかな陰毛や生え際の部分は、毛抜き用ピンセットで1本ずつ抜いて整える。
脱毛後、皮膚に残ったワックスを取り除き、さらに鎮痛効果のあるローションを塗ることもある。

## 起こりうる皮膚疾患
肌荒れ、表皮剥離（施術箇所が赤くなる）、毛嚢炎（毛穴がブツブツと赤くなる）、内出血（施術箇所が痣になる・腫れる）、軽度の火傷（施術箇所が熱を持つ）、埋没毛、色素沈着などの症状が起きうる。これらはワクサーの技術不足、間違ったワックスの使い方、アフターケア説明を怠ったことなどが原因で引き起こされる。
正しい知識と技術のある技術者に施術してもらうことにより、このようなトラブルの多くは予防できる。

## サービスの状況
古代ギリシアの時代から陰毛の脱毛が行われていた欧米において、女性たちは比較的容易にこの脱毛法を受け入れて一般的になっている、しかし、男性が陰毛を脱毛することは人に言いにくいとされ、1990年代以降に受け入れられるようになってきた。
2008年の日本においては、衛生的 (hygiene) な女性に由来する「ハイジニーナ」という言葉が、陰毛を脱毛処理した女性という意味で何度も雑誌に取り上げられ、ブラジリアンワックス脱毛も話題になった。この施術を提供しているエステティックサロンも増加してきたが、男性向けは少数である。また、すでにレーザー脱毛が普及してきており、これによって陰毛の脱毛処理を受けることもできる。
スネ毛や脇毛など多くの部位に使える一方、男性のヒゲなど、太く短い毛には適していない。
ブラジリアンワックスの派生としてフレンチワックス（ランディングストリップと呼ばれる形状に整える）などがある。型を当ててハート型などの好きな形状に整えることもあり、それ用の型が市販されている。

## 技能習得
日本においては、エステティシャンのための教育の一環として、ワックス脱毛の基本を学ぶことが多い。日本でも学校が多数存在しており、2010年に設立された「一般社団法人 日本ブラジリアンワックス協会」では、衛生面の確立と技術の統一を設立趣旨として掲げ、技能者養成に力を入れている。技術に関しては、国家資格ではなく民間資格であり、各協会団体が独自の規制を設けて、ワックス脱毛の普及に努めている。
日本ブラジリアンワックス協会
本部　日本ブラジリアンワックス協会

## 関連事項
- ビキニワックス（英語版） - ブラジリアンワックス以外にフレンチワックスやアメリカンワックス（ビキニラインから陰毛が出ないように整える）がある。
- ノーズワックス
- 陰毛
- 脱毛 (美容)
- ワックス脱毛
- Tバック
- ビキニ (水着)
- マイクロビキニ
- 日本ブラジリアンワックス協会